# Schefflera lenticellata
Schefflera lenticellata är en araliaväxtart som beskrevs av Chih Bei Shang. Schefflera lenticellata ingår i släktet Schefflera och familjen araliaväxter.
Artens utbredningsområde är Vietnam. Inga underarter finns listade.